# Buglosse des champs
Anchusa arvensis
Espèce
La Buglosse des champs (Anchusa arvensis) est une espèce de plantes herbacées de la famille des Boraginaceae. Elle est originaire d'Europe et pousse souvent au bord des cultures.

## Synonyme
- Lycopsis arvensis L.

## Description

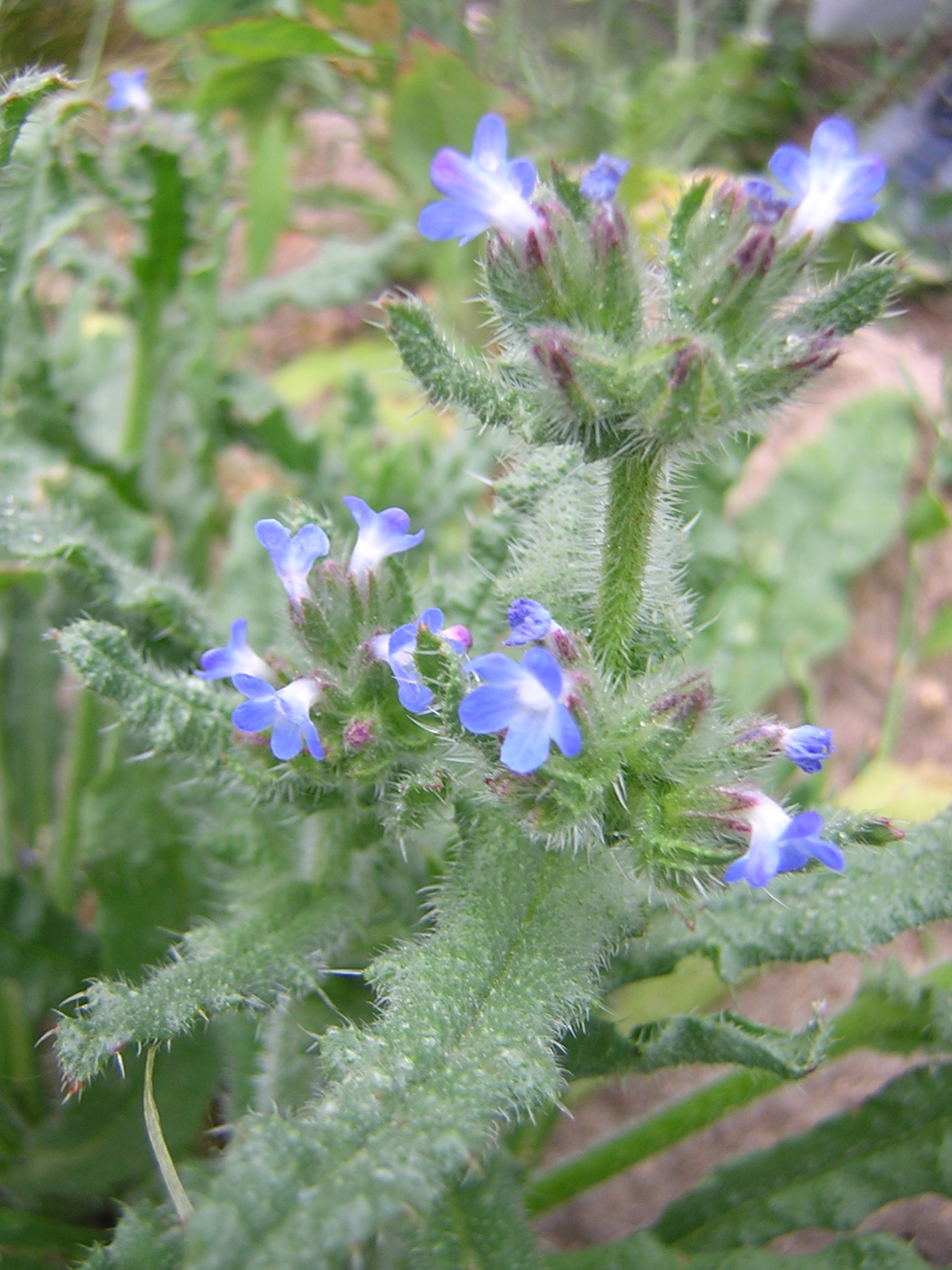
Buglosse des champs en Maine-et-Loire

Les feuilles sont couvertes de poils raides et les fleurs sont bleues, tirant vers le blanc au fond de la corolle. La plante ne dépasse guère 20 cm de hauteur.

### Caractéristiques
Organes reproducteurs
- Couleur dominante des fleurs : bleu
- Période de floraison : juin-octobre
- Inflorescence : racème de cymes unipares scorpioïdes
- Sexualité : hermaphrodite
- Pollinisation : entomogame

Graine
- Fruit : akène
- Dissémination : épizoochore

Habitat et répartition
- Habitat type : pelouses basophiles médioeuropéennes
- Aire de répartition : eurasiatique

Données d'après : Julve, Ph., 1998 ff. - Baseflor. Index botanique, écologique et chorologique de la flore de France. Version : 23 avril 2004.

## Liste des sous-espèces
Selon Tropicos (16 oct. 2019) (Attention liste brute contenant possiblement des synonymes) :
- Anchusa arvensis subsp. arvensis
- Anchusa arvensis subsp. occidentalis Nordh.
- Anchusa arvensis subsp. orientalis (L.) Nordh.